# Chamaeza ruficauda
Chamaeza ruficauda là một loài chim trong họ Formicariidae.